# Extreme Dodgeball
Extreme Dodgeball è un programma televisivo statunitense, che va in onda su GXT e GXT+1 canali 146 e 147 della piattaforma Sky. Si tratta di un gioco a squadre molto simile al dodgeball e creato appositamente per la televisione con regole differenti da quelle della ADAA (che è la principale associazione di Dodgeball negli Stati Uniti). Fino ad ora ne sono state disputate 3 stagioni.

## Regolamento
Nelle prime due stagioni vi erano squadre da cinque giocatori che si affrontavano in un incontro dove era necessario vincere due round su tre.
Una squadra è dichiarata vincitrice quando tutti gli elementi avversari sono stati eliminati. Per essere eliminato deve sussistere uno dei seguenti eventi:
- Si viene colpiti dalla palla (ma non sulla testa)
- La propria palla viene intercettata
- Si viene colpiti sulla palla che si tiene in mano ed essa cade
- Si tengono tutte le palle nella propria metà campo per oltre 10 secondi
- Si fa invasione di campo

Differente è anche lo svolgimento dei 3 round:
- Round 1: Si gioca con due palloni
- Round 2: Si gioca con due palloni normali più uno grande
- Round 3: Si gioca con due palloni, uno dei giocatori indossa una fascia sulla testa e, qualora venga colpito, fa perdere immediatamente la propria squadra.

Infine c'è la possibilità di far rientrare tutti i propri compagni quando una squadra rimane con un unico giocatore in campo: nella prima stagione bisognava colpire un bersaglio in campo avversario, nella seconda stagione era sufficiente resistere in campo per venti secondi.

## Terza Stagione
Nella terza stagione sono state cambiate delle regole. Significativa è quella che vede ora non cinque ma sette giocatori, anche se solo cinque contemporaneamente.
Non si gioca più ad eliminazione ma a tempo: si giocano 4 quarti da 6 minuti e vince chi compie più eliminazioni nel 24 minuti, inoltre vengono assegnati dei punti bonus (eliminazione di tutti gli avversari, eliminazione con la palla grande, etc.).

Infine ad ogni partita vinta vengono assegnati 5000 dollari.

## Squadre

### Stagione 1
(Ogni squadra ha nome, caratteristiche e costumi ben definiti)
- CPA (Certified Public Assassins): campioni della stagione, vinsero un premio di 10.000 dollari. Non furono mai sconfitti.
- Barbell Mafia: culturisti, sconfitti in finale dai CPA.
- Armed Response: guardie private.
- Ink inc.: tatuati.
- Curves of Steel: quattro donne atletiche e un allenatore.
- Silent But Deadly: mimi.
- Stallion Battalion: squadra dei fantini, tutti di bassa statura.
- Sumo Storm: lottatori di sumo, non vinsero mai un incontro.

### Stagione 2
(Ogni squadra ha nome e caratteristiche ben definiti ma indossano completi sportivi più adatti)

Classic Division
- Armed Response: campioni della stagione, vinsero un premio di 25.000 dollari.
- CPA (Certified Public Assassins)
- Barbell Mafia
- Ink inc.

Expansion Division
- Delta Force: militari, sconfitti in finale.
- Bling: esponenti dell'hip-hop.
- Reef Sharks: surfisti.
- Mad (Mutually Assured Destruction): scienziati.

### Stagione 3
Le squadre vengono assegnate a delle città e un personaggio celebre diviene il capitano.
- New York Bling: capitano Mia St. John (campioni).
- Chicago Hitmen: capitano Hal Sparks.
- Denver Hurlers: capitano Tara Dakides.
- Philadelphia Benjamins: capitano Jeremiah Trotter.
- Los Angeles Armed Response: capitano Mario López.
- Detroit Spoilers: capitano Kerri Walsh (sempre sconfitti).